# Noémie Lenoir
Noémie Lenoir (ur. 19 września 1979 roku) – francuska modelka.
Noémie na wybiegu zadebiutowała w 1997 roku we Francji. Podpisała kontrakt z paryskim oddziałem agencji Elite. Na początku swej kariery chodziła na wybiegach u: Copperwheat Blundel, Ralpha Laurena, Susan Lazar, Very Wang. Wkrótce jej potencjał został zauważony przez międzynarodowe oddziały agencji Elite. Podpisała kontrakty w: Barcelonie, Mediolanie, Nowym Jorku, Los Angeles i Kapsztadzie, a niedługo potem z agencjami w Londynie, Wiedniu, Zurychu i Hamburgu. Z początkiem roku 1999 zaczęła prezentować kolekcje najlepszych projektantów i domów mody na świecie, jak: Emanuel Ungaro, Yves Saint Laurent, Sonia Rykiel, Óscar de la Renta. Później grono to poszerzyło się o dom mody Christian Dior oraz innych projektantów: Jean-Paul Gaultier, Vivienne Westwood, Elie Saab. Noémie wielokrotnie ozdabiała okładki renomowanych magazynów mody, m.in.: francuskie wydania Cosmopolitan i Vogue oraz tureckie wydanie Madame Figaro. 
Grała też w filmie Asterix i Obelix: Misja Kleopatra.